# Эшен (река)
Эше́н (тур. Eşen Çayı), в среднем течении Коджачай, в верхнем Секи (Seki Çayı) — река на Ликийском полуострове в Турции, в юго-западной части Малой Азии. Берёт исток в горах Тавр на западном склоне горы Кызылджадаг (Kızılcadağ) высотой 2598 м над уровнем моря у махалле Секи на востоке ила Мугла. Протекает по илу Мугла мимо махалле Эшен. Близ устья по реке проходит граница илов Мугла и Анталья. В устье образует обширную аллювиальную равнину. Впадает в Средиземное море к северо-западу от острова Чатал.
В античной географии называлась Ксанф (др.-греч. Ξάνθος, лат. Xanthos) по жёлтому цвету воды (ξανθός). Древний город Ксанф, расположенный к востоку от реки, и святилище Летоон, культовый центр Ксанфа и Ликийского союза, в котором находились храмы Лето, Артемиды и Аполлона, включены в список объектов всемирного наследия ЮНЕСКО. В устье находятся руины города Патара.